# Hister lugubris
Hister lugubris är en skalbaggsart som beskrevs av Truqui 1852. Hister lugubris ingår i släktet Hister och familjen stumpbaggar. Inga underarter finns listade i Catalogue of Life.